# موزه سنگ طاق‌بستان
موزه سنگ طاق‌بستان، نام موزه‌ای در محوطه تاریخی طاق بستان در شمال بلوار طاق‌بستان شهر کرمانشاه است. که در حدود ۴۵ اثر سنگی مربوط به دوره‌های اسلامی و ساسانیان در آن نگهداری می‌شود. همچنین این موزه شامل ۱۴ سرستون مربوط به دوران ساسانیان است که برای ساخت کاخی تدارک دیده شده‌اند ولی هیچگاه مورد استفاده قرار نگرفته‌اند. بر روی سرستون‌ها نقش ایزد بانو آناهیتا، ایزد بهرام، اهورامزدا، درخت زندگی و نیلوفر کنده کاری شده‌است و در بخشی دیگر از موزه تندیس موسوم به کُل جوبِر نگهداری می‌شود همچنین تابوت دوره ساسانی و در بخش‌هایی از موزه کوزه‌هایی مربوط به همین دوران قرار دارد که در محیط باز موزه نگهداری می‌شوند.
قسمت دیگری از موزه نیز بقایای کاخی مربوط به دوران قاجار و در حدود ۱۲۸۰ تا ۱۲۹۰ هجری شمسی در شهر قصرشیرین وجود دارد که در جنگ ایران و عراق نابود شده و آثار این قسمت از موزه به صورت باز هستند.

## سرستون‌های بیستون
چهار سرستون تاریخی متعلق به دوره ساسانی که از بیستون به این موزه منتقل شده‌اند در موزۀ سنگ طاق‌بستان نگهداری می‌شوند، هریک از این ۴ سرستون نزدیک به ۹۰ سانتی‌متر ارتفاع دارد و سطح فوقانی آن‌ها نیز در ابعاد ۹۰ در ۹۰ سانتیمتر تراشیده شده‌است. سه سرستون منقوش و یکی فاقد نقش است. در یک سطح از یکی از سرستون‌ها نقشی از نیم‌تنۀ یک پادشاه ساسانی مشاهده می‌شود که جامه‌ای فاخر بر تن دارد که به‌صورت نوارهای مواج حجاری شده‌است. پادشاه شمشیری بلند و سنگین بر کمر بسته و دست چپ خود را بر روی قبضۀ شمشیر قرار داده و دست راستش را نیز به‌گونه‌ای از روی سینه رد کرده که گویی می‌خواهد نماد شاهی را از دست ایزدبانو آناهیتا بگیرد. این چهار سرستون در دی ماه ۱۳۹۹ در فهرست آثار ملی ایران ثبت شدند.

## نمایش سنگ‌نوشته مردوک آپال ایدین
سنگ‌نوشته مردوک آپال ایدین مربوط به تمدن بابل که در سال ۱۳۴۵ در سرپل ذهاب کشف شده‌است و در موزۀ ملی ایران نگهداری می‌شود، در سال ۱۴۰۳ برای یک هفته به کرمانشاه آورده شد و طی روزهای ۲۷ مهر تا ۴ آبان ۱۴۰۳ در موزۀ سنگ تاق‌بستان به‌نمایش عمومی درآمد.

## نگارخانه

سرستون اهورامزدا
سرستون درخت زندگی
سرستون نیلوفر
سرستون درخت زندگی
کل جوبر
نگارهٔ ایزدبانو آناهیتا بر روی یک سرستون
یک تابوت مربوط به دوره ساسانی
ایزد بهرام بر روی یک سرستون
کوزه‌های مربوط به دوره ساسانی
اثر به جا مانده از بنای تاریخی مربوط به ۱۱۰ تا ۱۲۰ سال پیش در شهر قصرشیرین
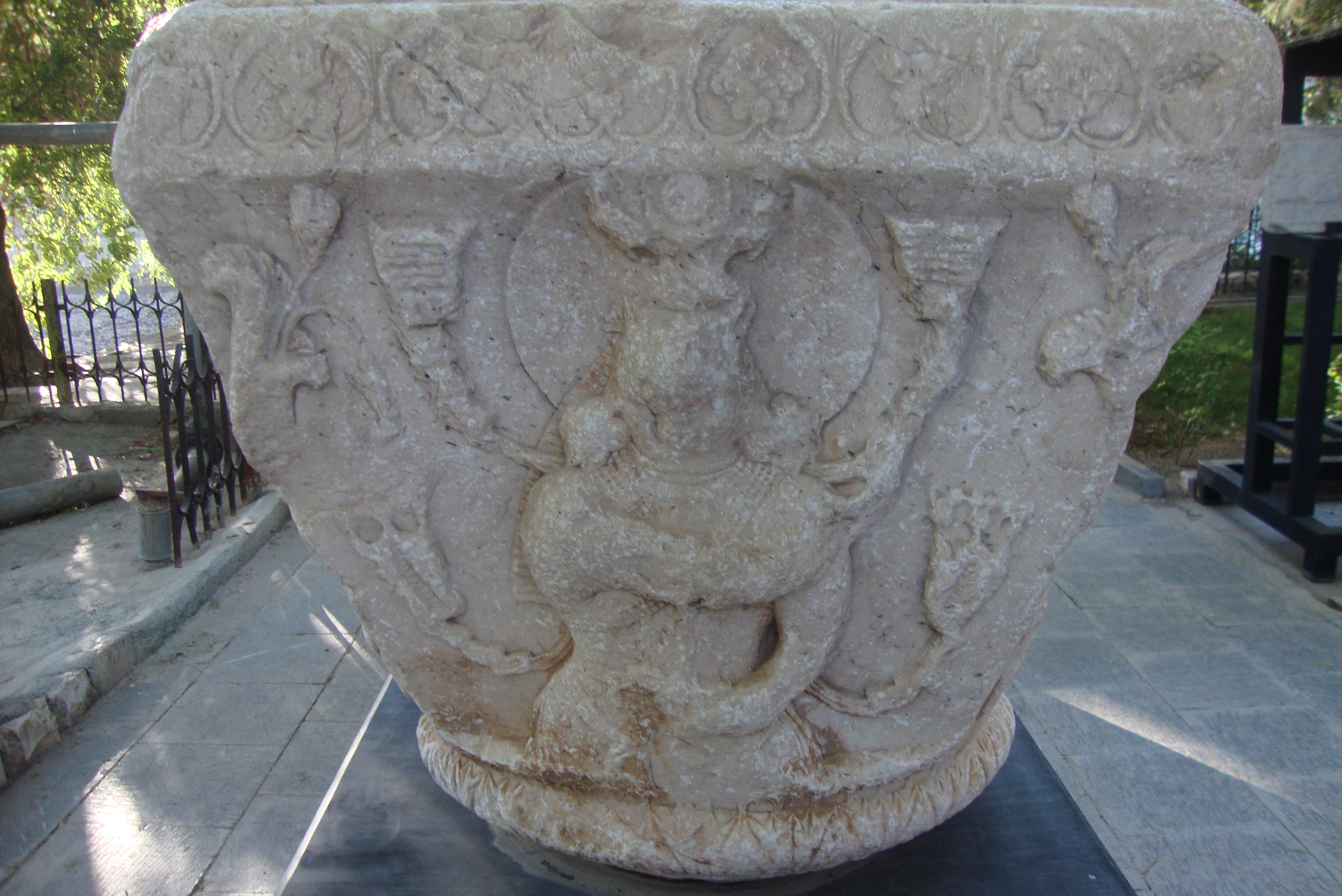
سرستون‌ها نقش ایزد بهرام
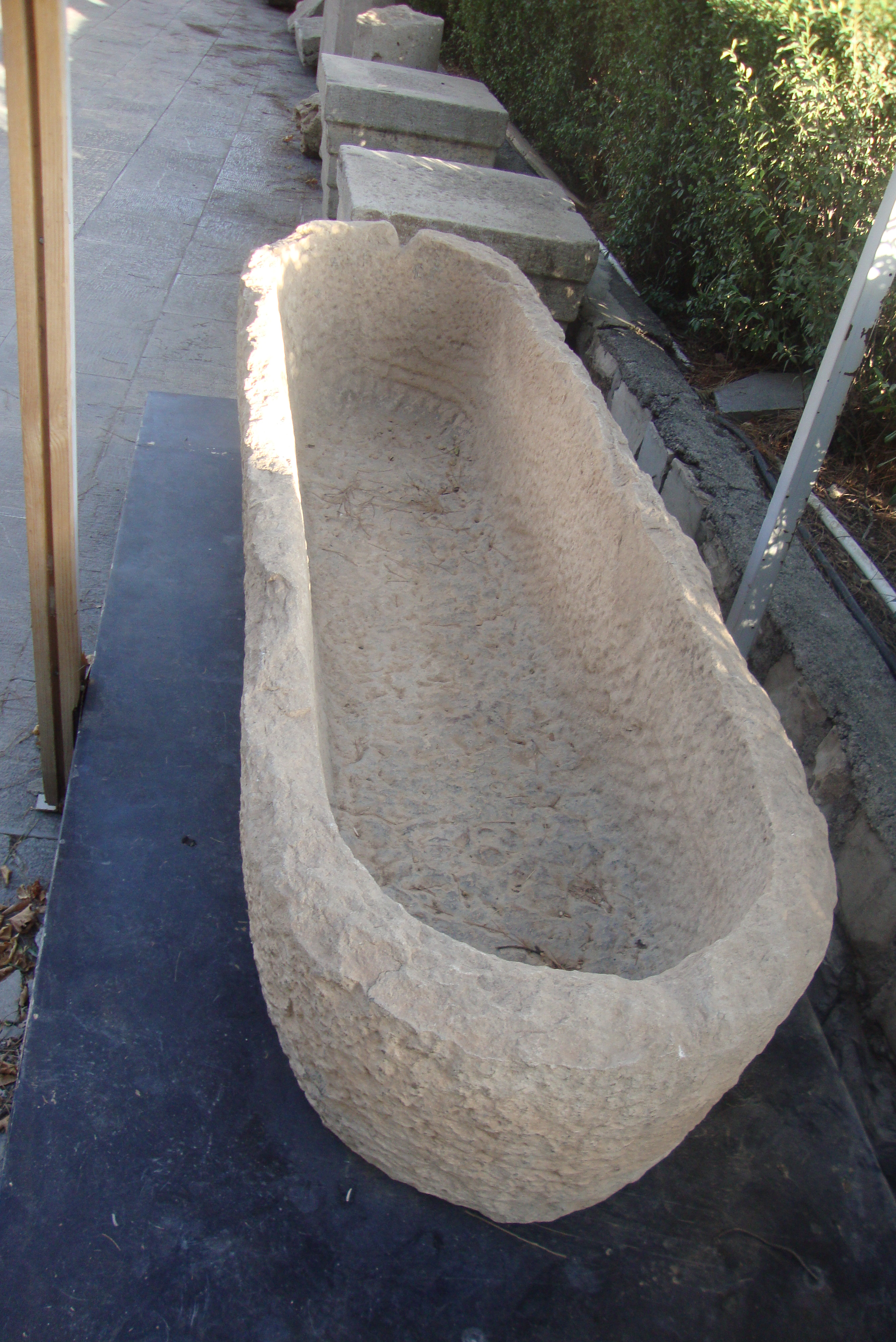
تابوت دوره ساسانی